# Giornata mondiale del risparmio
La giornata mondiale del risparmio è legata al nome di un importante economista italiano, Maffeo Pantaleoni, che ne ispirò la proclamazione in un discorso tenuto a Milano nel 1924, in un congresso dell'Istituto Internazionale del Risparmio. L'appuntamento italiano si svolge ogni anno il 31 ottobre a Roma.
Il tema della 95ª edizione dell'evento è stato “Risparmio è sostenibilità. Scelte di oggi per immaginare il domani , svoltasi nel 2019.